# Stiromesostenus albiorbitalis
Stiromesostenus albiorbitalis är en stekelart som beskrevs av Cheesman 1936. Stiromesostenus albiorbitalis ingår i släktet Stiromesostenus och familjen brokparasitsteklar. Inga underarter finns listade i Catalogue of Life.